# Henck Arronstraat
De Henck Arronstraat, tot 2003 Gravenstraat genaamd, is een prominente straat in de historische binnenstad van de Surinaamse hoofdstad Paramaribo.
De straat loopt vanaf het Onafhankelijkheidsplein naar het westen en gaat over in de Kwattaweg, een belangrijke hoofdader richting de westelijke districten van Suriname.

## Naamgeving
De oorspronkelijke naam van de straat, Gravenstraat, was een verwijzing naar de begraafplaatsen die eraan liggen. De naam werd op 25 april 2003 hernoemd naar de in 2000 overleden politicus Henck Arron.

## Bouwwerken
Aan de straat zijn diverse historische en belangrijke panden gelegen, met het meest in het oogspringend de Sint-Petrus-en-Pauluskathedraal  In de buurt staat het Bisschopshuis, dat eveneens het Kerkelijk Museum is, en ertegenover de Grote Pastorie. Ook bevinden zich er de ministeries van Justitie en Politie, Buitenlandse Zaken en Volksgezondheid. 
In de straat bevond zich tot de brand op 1 augustus 1996 De Nationale Assemblée; in 2017 begon de nieuwbouw. Het nieuwe pand werd op 14 april 2022 opgeleverd en is een identieke herbouw van de oude Assemblée. Er moet nog een grotere vergaderzaal voor het parlement bij gebouwd worden.
Verder bevinden zich in de straat de Surinaamsche Waterleiding Maatschappij, het Ondernemershuis Paramaribo, de De Surinaamsche Bank, de Noorderstadskerk, de Guyaanse ambassade, de Hendrikschool, de Zinzendorf Herberg, Theater Thalia, de Nieuwe Oranjetuin (Oud Joodse Begraafplaats), het Cultureel Centrum Suriname, het Leger des Heils (Salvation Army), de Suriname College of Accountancy, de Oranjeschool en het Plein van 10 oktober 1760.

### Monumenten
De volgende panden in de Henck Arronstraat staan op de monumentenlijst:

#### Nog bestaande monumenten
| Omschrijving                                        | Bouwjaar                | Adres                   | Coördinaten                  | Objectnummer? | Afbeelding                    |
| --------------------------------------------------- | ----------------------- | ----------------------- | ---------------------------- | ------------- | ----------------------------- |
| Ministerie van Justitie en Politie                  |                         | Henck Arronstraat 1     | 5° 49' 38" NB, 55° 9' 9" WL  | BPO 004       | Meer afbeeldingen Upload foto |
| woonhuis                                            |                         | Henck Arronstraat 3     | 5° 49' 38" NB, 55° 9' 9" WL  | APO 015       | Meer afbeeldingen Upload foto |
| woonhuis                                            |                         | Henck Arronstraat 9     | 5° 49' 51" NB, 55° 9' 32" WL | APO 016       | Meer afbeeldingen Upload foto |
| bijhuis                                             | 18e eeuw                | Henck Arronstraat 10    | 5° 49' 51" NB, 55° 9' 32" WL | APO 018       | Meer afbeeldingen Upload foto |
| woonhuis: Bisschopshuis                             | circa 1730              | Henck Arronstraat 12    | 5° 49' 40" NB, 55° 9' 11" WL | APO 019       | Meer afbeeldingen Upload foto |
| woonhuis                                            | circa 1740              | Henck Arronstraat 14    | 5° 49' 51" NB, 55° 9' 32" WL | APO 020       | Meer afbeeldingen Upload foto |
| woonhuis                                            |                         | Henck Arronstraat 16    | 5° 49' 42" NB, 55° 9' 14" WL | APO 021       | Meer afbeeldingen Upload foto |
| woonhuis                                            |                         | Henck Arronstraat 18    | 5° 49' 41" NB, 55° 9' 13" WL | APO 022       | Meer afbeeldingen Upload foto |
| pastorie: De Grote Pastorie                         | 1863-1873               | Henck Arronstraat 21    | 5° 49' 41" NB, 55° 9' 15" WL | APO 023       | Meer afbeeldingen Upload foto |
| kerk: Sint Petrus en Pauluskathedraal               | 1883-1885               | Henck Arronstraat 22-24 | 5° 49' 43" NB, 55° 9' 15" WL | APO 017       | Meer afbeeldingen Upload foto |
| woonhuis                                            | circa 1740 - circa 1860 | Henck Arronstraat 27    | 5° 49' 51" NB, 55° 9' 32" WL | APO 024       | Meer afbeeldingen Upload foto |
| Hendrikschool                                       | 1887                    | Henck Arronstraat 34    | 5° 49' 44" NB, 55° 9' 18" WL | APO 025       | Meer afbeeldingen Upload foto |
| woonhuis                                            |                         | Henck Arronstraat 45    | 5° 49' 51" NB, 55° 9' 32" WL | CPO 005       | Meer afbeeldingen Upload foto |
| woonhuis                                            |                         | Henck Arronstraat 52-54 | 5° 49' 51" NB, 55° 9' 32" WL | CPO 006       | Meer afbeeldingen Upload foto |
| woonhuis                                            |                         | Henck Arronstraat 60    | 5° 49' 47" NB, 55° 9' 23" WL | BPO 005       | Meer afbeeldingen Upload foto |
| Ministerie van Volksgezondheid                      | 1765                    | Henck Arronstraat 64    | 5° 49' 50" NB, 55° 9' 23" WL | BPO 006       | Meer afbeeldingen Upload foto |
| Apotheek, beddenhuis, keuken en administratiegebouw | 1850-1940               | Henck Arronstraat 66    | 5° 49' 48" NB, 55° 9' 26" WL | BPO 007       | Meer afbeeldingen Upload foto |
| woonhuis: Huize Mirjam                              |                         | Henck Arronstraat 68    | 5° 49' 50" NB, 55° 9' 25" WL | APO 027       | Meer afbeeldingen Upload foto |
| woonhuis                                            |                         | Henck Arronstraat 70    | 5° 49' 51" NB, 55° 9' 32" WL | APO 028       | Meer afbeeldingen Upload foto |
| Noorderstadskerk en pastorie                        |                         | Henck Arronstraat 73-75 | 5° 49' 47" NB, 55° 9' 29" WL | APO 029       | Meer afbeeldingen Upload foto |

#### Niet meer bestaande monumentem
De onderstaande 5 monumenten zijn opgenomen in de lijst van monumenten van SGES, maar bestaan niet meer.
| Omschrijving | Bouwjaar                         | Adres                | Coördinaten                  | Objectnummer? | Afbeelding                    |
| ------------ | -------------------------------- | -------------------- | ---------------------------- | ------------- | ----------------------------- |
| woonhuis     | Afgebrand 17 april 2025          | Henck Arronstraat 36 | 5° 49' 51" NB, 55° 9' 32" WL | CPO 002       | Meer afbeeldingen Upload foto |
| woonhuis     | 18e eeuw Afgebrand 17 april 2025 | Henck Arronstraat 38 | 5° 49' 51" NB, 55° 9' 32" WL | APO 026       | Meer afbeeldingen Upload foto |
| woonhuis     | 19e eeuw Afgebrand 17 april 2025 | Henck Arronstraat 42 | 5° 49' 51" NB, 55° 9' 32" WL | CPO 003       | Meer afbeeldingen Upload foto |
| woonhuis     | 19e eeuw Afgebrand 17 april 2025 | Henck Arronstraat 44 | 5° 49' 51" NB, 55° 9' 32" WL | CPO 004       | Meer afbeeldingen Upload foto |
|              | Gesloopt 2010/2011               | Henck Arronstraat 20 | 5° 49' 51" NB, 55° 9' 32" WL | CPO 001       | Upload foto                   |

## Gedenktekens
Hieronder volgt een overzicht van de gedenktekens in de straat:
| Onderwerp                                        | Type         | Kunstenaar               | Onthulling | Locatie                              | Omschrijving                                                       |
| ------------------------------------------------ | ------------ | ------------------------ | ---------- | ------------------------------------ | ------------------------------------------------------------------ |
| Statuutboom                                      | mamabon      | n.v.t.                   | 1954       | ingang Mr. Dr. J.C. de Mirandastraat | Statuut                                                            |
| Standbeeld van J.C. de Miranda                   | standbeeld   | Leo Braat                | 1961       | ingang Mr. Dr. J.C. de Mirandastraat | premier de Miranda                                                 |
| Petrus Donders                                   | grafmonument | bewoners van Esthersrust | 2010       | in Sint-Petrus-en-Pauluskathedraal   | melaatsenpriester                                                  |
| Gedenkzuil van de Franciscanessen van Roosendaal | gedenkzuil   | Leo Wong Loi Sing        | 2014       | in Sint-Petrus-en-Pauluskathedraal   | onderwijzeressen                                                   |
| Standbeeld van Janey Tetary                      | standbeeld   | George Ramjiawansingh    | 2017       | hoek Grote Combéweg                  | opstandsleidster Janey Tetary                                      |
| Gedenkteken Ronald Abaisa                        | gedenkteken  | Jack Pinas               | 1974       | bij Kwakoe                           | Ronald Abaisa, gedode vakbondsleider tijdens de protesten van 1973 |
| De Surinaamsche Bank                             | beeld        | Erwin de Vries           | 1990       | voor de bank                         | 125-jarig jubileum                                                 |
| Monument 10 oktober 1760                         | beeld        | Marcel Pinas             | 2006       | Plein van 10 oktober 1760            | Vredesverdrag van 1760                                             |
| Johanna Schouten-Elsenhout                       | borstbeeld   | Erwin de Vries           | 2011       | voor het Cultureel Centrum Suriname  | dichteres                                                          |

## Stadsbrand van 1821

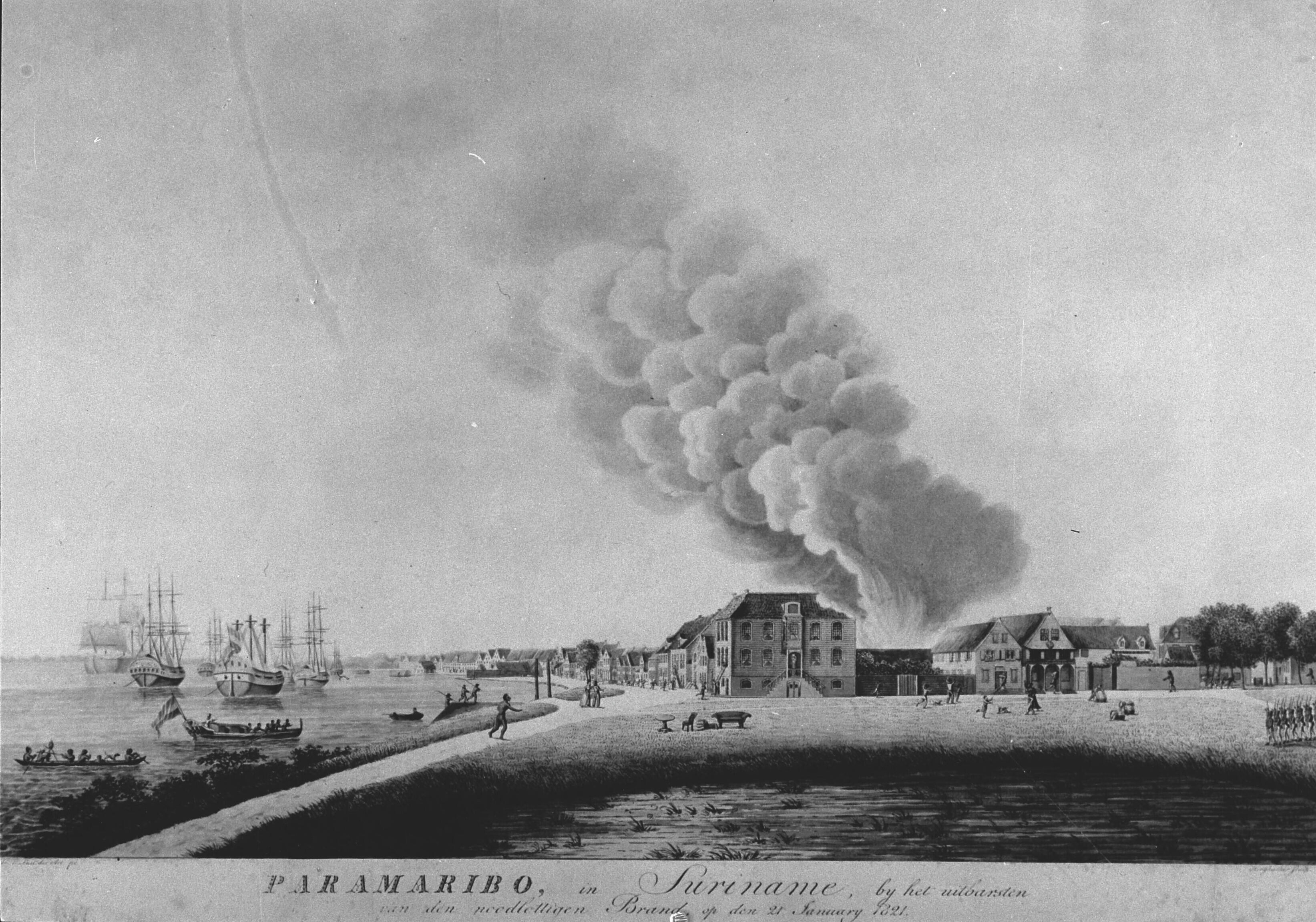
Prent van de stadsbrand van 1821

Op zondagmiddag 21 januari 1821 brak rond half twee brand uit in een huis op de hoek van het Gouvernementsplein en de Waterkant. De brand bleef vervolgens overslaan op andere huizen tot de brand de volgende dag om twaalf uur onder controle was. In tien straten brandden alle huizen af. De Gravenstraat (inmiddels Henck Arronstraat geheten) en andere straten werden zwaar getroffen.

## Brand in 2025
Op donderdag 17 april 2025 brak in de ochtend om tien uur brand uit die alle panden tussen nummer 34 (de Hendrikschool) en nummer 46 (een fastfoodrestaurant) in de Henck Arronstraat verwoestte. De brand ontstond in het leegstaande pand van Sociale Zaken en Volkshuisvesting (nummer 38). Door de harde wind kon de brand zich snel verspreiden. Het blussen werd bemoeilijkt doordat een dompelpomp om water uit de Surinamerivier te halen niet werkte. Het pand ernaast, een Chinese supermarkt (nummer 40), brandde als tweede af. Daarna volgden de twee panden van Lucky Store (nummer 42 en 44). De Hendrikschool (nummer 34) en het fastfoodrestaurant (nummer 46) liepen schroeischade op. De dag erna pakte de politie twee daklozen op die verdacht werden van brandstichting in het pand van Sociale Zaken en Volkshuisversting.
De panden op nummer 36, 38, 42 en 44 komen voor op de monumentenlijst, al is het pand op nummer 40 ook bijzonder en gebouwd in 1920. De monumentenzorg sprak de hoop uit dat de panden herbouwd kunnen worden.

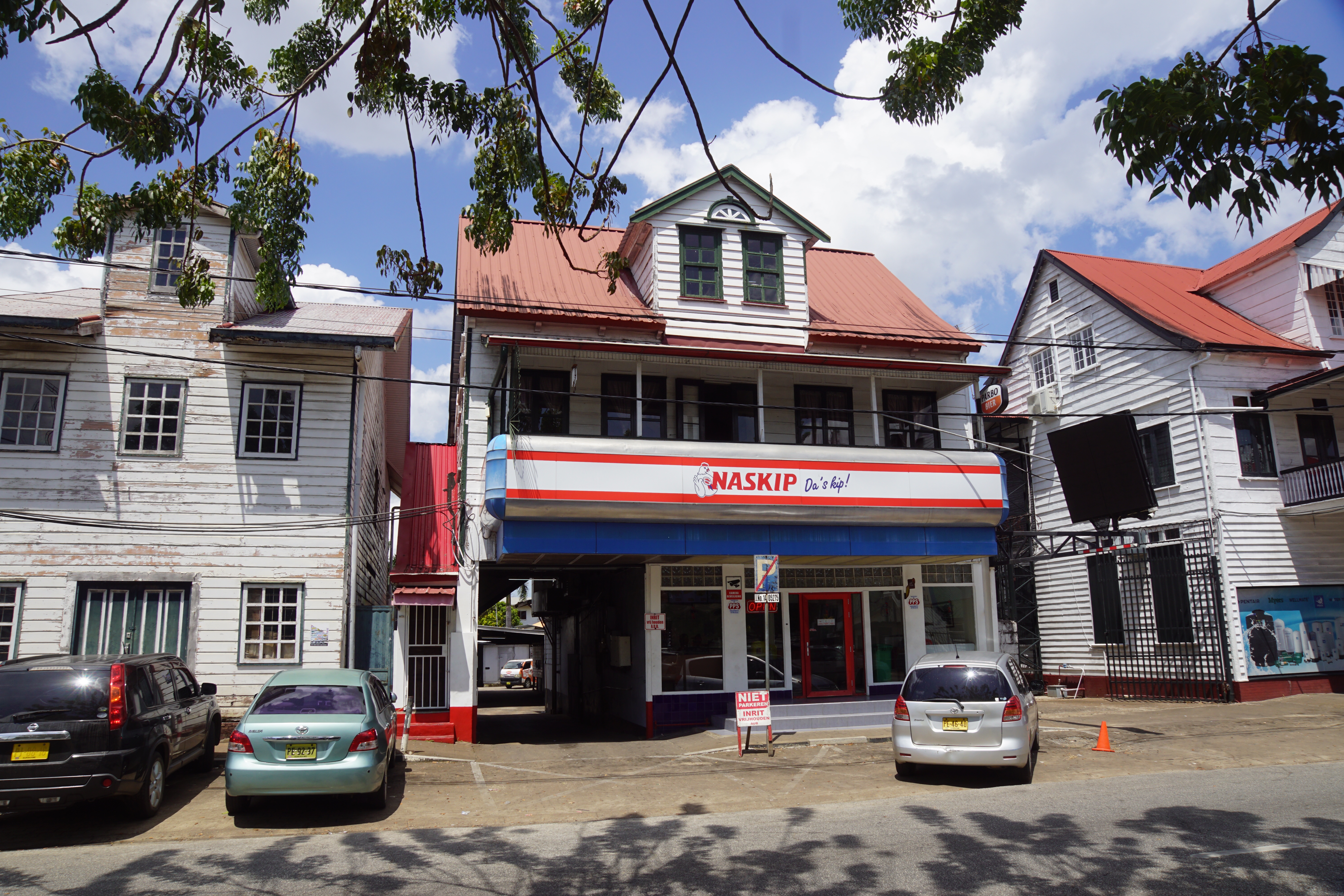
Nummer 46 (het fastfoodrestaurant, dat bij de brand werd gespaard)
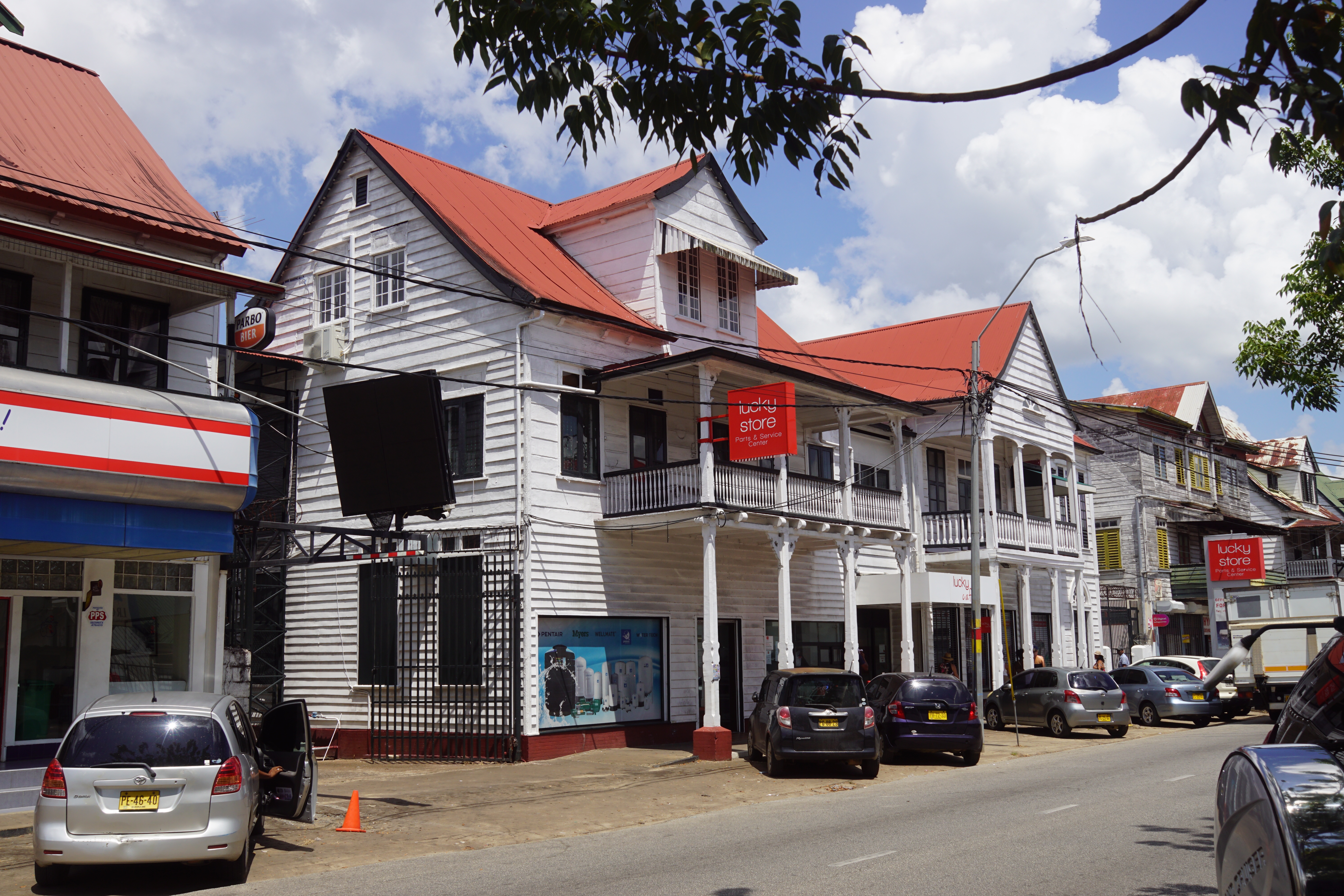
Nummers 44 en 42 (uit de 19e eeuw)
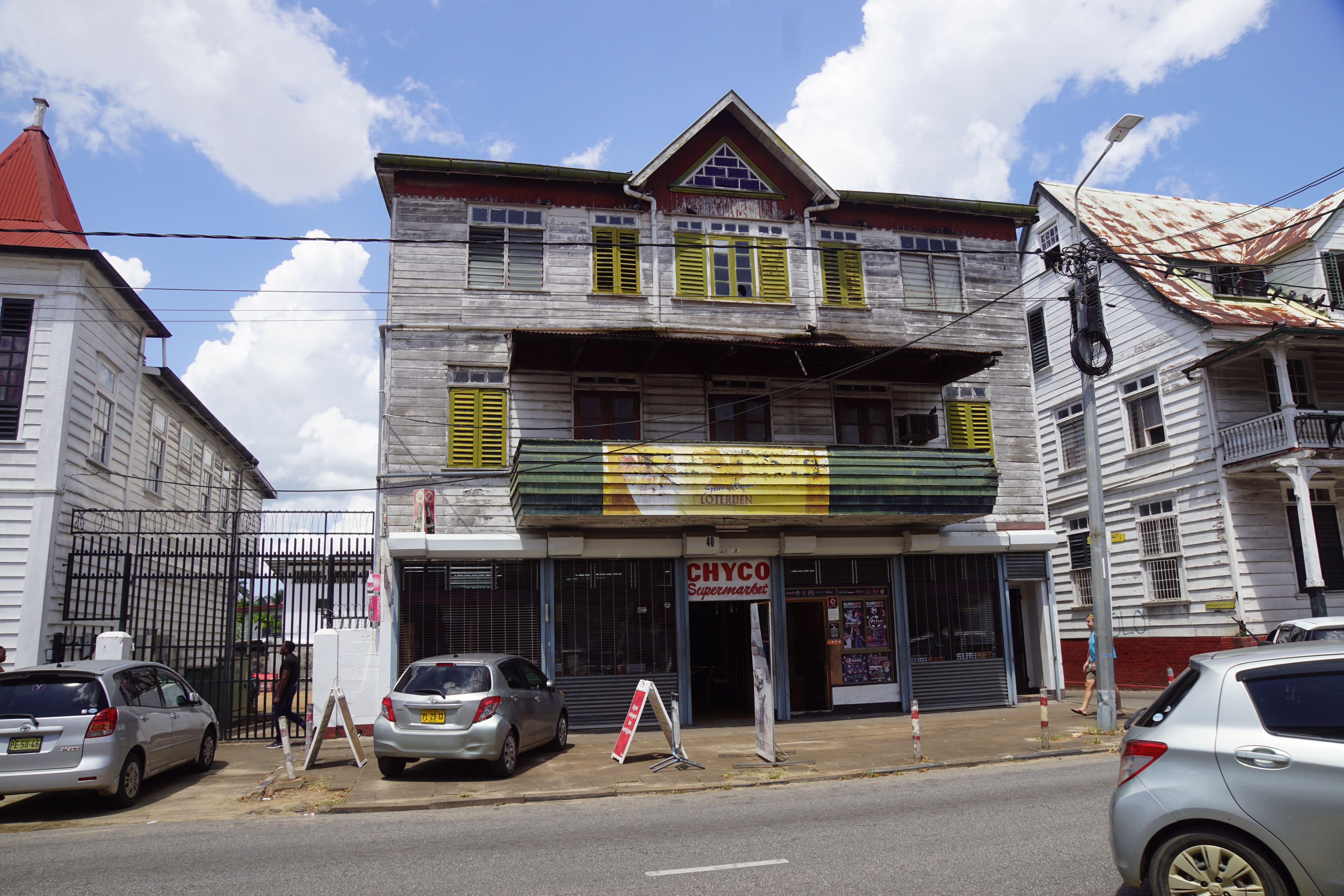
Nummer 40 (uit 1920)
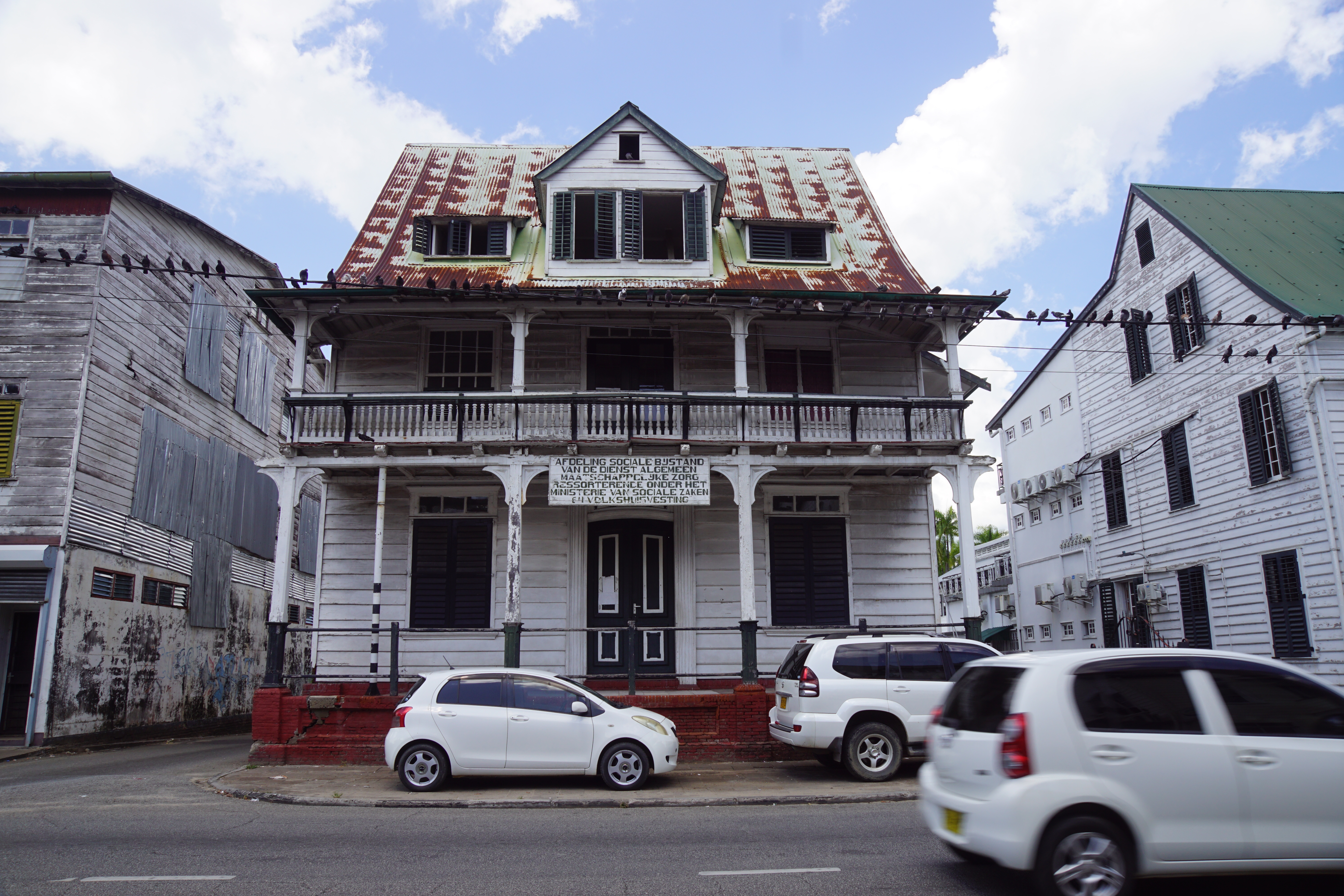
Nummer 38 (uit de 18e eeuw)
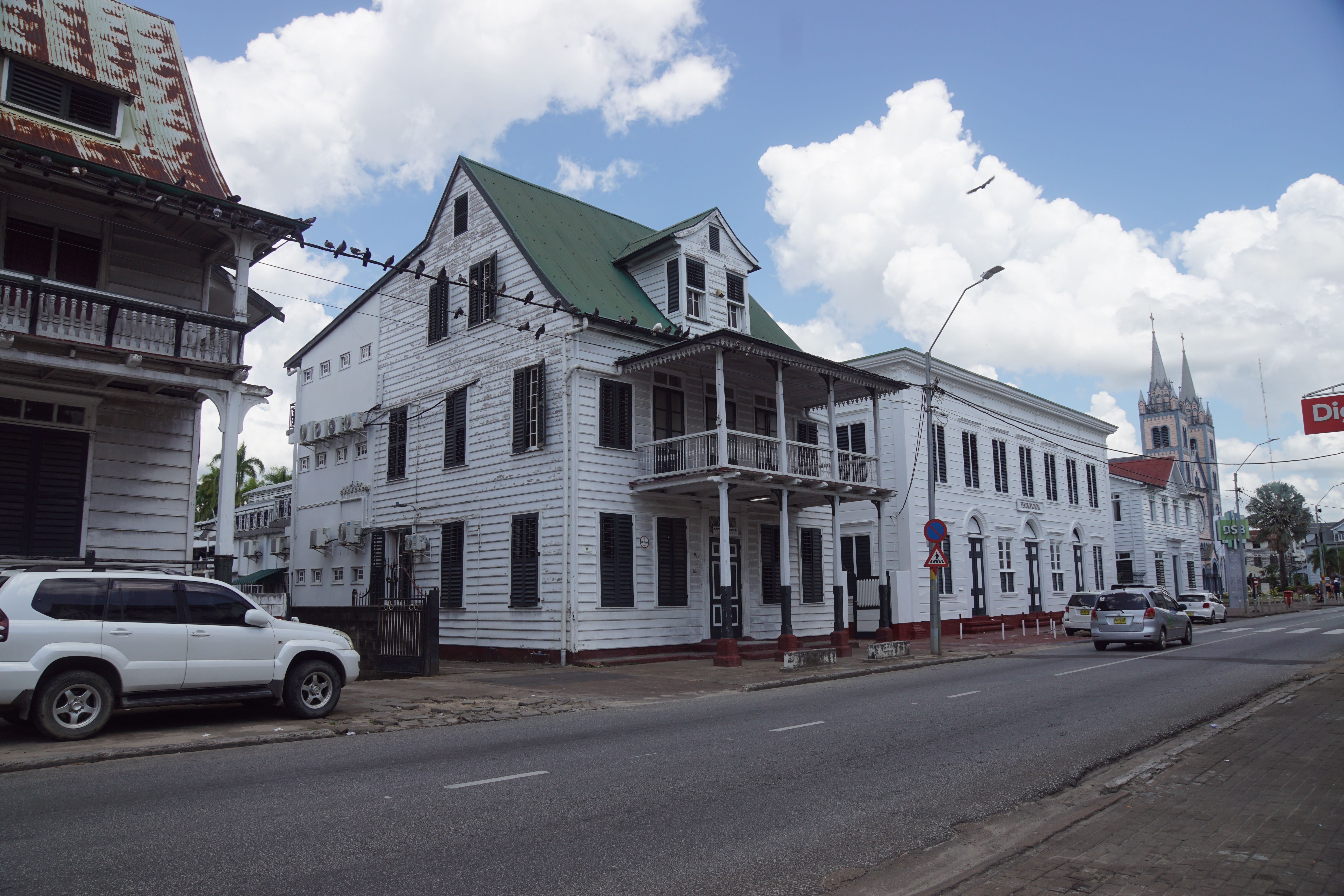
Nummer 36 en nummer 34 (de Hendrikschool die gespaard werd)